# Тимискаминг (озеро)
Тимискаминг (фр. Témiscamingue, англ. Timiskaming) — рифтовое пресноводное озеро, расположенное на границе провинций Квебек и Онтарио, в Канаде. Высота над уровнем моря — 178,4 м.
Название происходит из языка Алгонкине Temikami или Temikaming — глубокие воды. Данное озеро длиной 110 км является проточным (река Оттава). Высота уровня воды варьируется от 175 до 179 метров над уровнем моря, среднегодовой показатель — 178.4 метра над уровнем моря. Средняя глубина озера составляет 122 метра, наибольшая глубина — 216 метров, площадь водной поверхности 295 км², общая площадь озера равна 304 км². Ширина озера варьируется от нескольких сот метров до 8 километров. На озере имеется несколько островов: остров Манн фр. Mann, и острова Ду Коллеж фр. du Collège. На побережье находится город Тимискаминг-Шорс.
В озере водится около 30 видов рыбы, в частности: щуки, осетровые, малороты и обыкновенные окуни, карпы.
Озеро образовалось после последнего оледенения, и является остатками огромного озера Оджибве-Барлоу (англ.  Ojibway-Barlow), что существовало около 9500 лет назад.